# Keita Goto
Keita Goto (後藤 圭太 Goto Keita?), född 8 september 1986 i Ibaraki prefektur, är en japansk fotbollsspelare.
Goto började sin karriär 2005 i Kashima Antlers. 2010 flyttade han till Fagiano Okayama. Han spelade 166 ligamatcher för klubben. 2015 flyttade han till Matsumoto Yamaga FC. Han gick tillbaka till Fagiano Okayama 2018.